# Alfredo Sandri
Alfredo Sandri (Ferrara, 27 luglio 1948) è un politico italiano.

## Biografia
Nasce a Berra (FE), il 27.07.1948 e si diploma all’istituto agrario F.lli Navarra di Ferrara. 
Esponente del Partito Comunista Italiano è stato Segretario della Federazione del PCI di Ferrara dal 1979/1988, consigliere provinciale e comunale. 
Viene eletto in Consiglio Regionale nel 1990 dove ha ricoperto l’incarico di Assessore al Turismo e successivamente ai programmi di sviluppo edilizia/riqualificazione urbana, dei programmi d’area, del piano d’innovazione amministrativa e tecnologica della Regione Emilia-Romagna, sino al 2000.
È stato promotore della legge di riorganizzazione turistica regionale, delle norme di intervento a sostegno di progetti di sviluppo locale in ambito urbano e territoriale, della riorganizzazione degli strumenti di intervento e gestione nell’edilizia pubblica con l’introduzione del fondo per l’affitto.
Nel 2001 è stato candidato per i Democratici di Sinistra nel collegio del Basso Ferrarese Copparo-Comacchio ed eletto alla Camera dei Deputati nella 13 legislatura. Per i DS è responsabile nella Commissione Parlamentare Ambiente Lavori Pubblici per il settore casa/urbanistica. Ha presentato due proposte di legge: di riforma delle politiche abitative pubbliche; di pianificazione urbanistica del territorio.
Ritiratosi nel 2013 dalla attività politica e amministrativa, come project manager dirige e coordina programmi pubblici di sviluppo locale e progetti privati nel settore della nautica.